# فردا گریه خواهم کرد (فیلم)
فردا گریه خواهم کرد (به انگلیسی: I'll Cry Tomorrow) فیلمی زندگینامه‌ای به کارگردانی دنیل من با بازی سوزان هیوارد است.